# Olpe (Meschede)
Olpe ist ein Ortsteil von Meschede im nordrhein-westfälischen Hochsauerlandkreis. Am 31. Dezember 2023 hatte Olpe 641 Einwohner.
Der Ort grenzt im Norden, nur durch die Ruhr getrennt, an Freienohl. Durch den Ort führt die L 541. Die Landesstraße führt über den 510 Meter langen Tunnel Olpe der A 46. Die nächste Anschlussstelle der A 46 ist Meschede-Wennemen und befindet sich rund einen Kilometer östlich von Olpe.

## Geschichte
Erste urkundliche Hinweise auf den Ort gibt es im Jahr 1231.
Dort wird ein Lambert von Olpe erwähnt, der aus einer adligen Familie stammte, die ihren Wohnsitz auf einem Rittergut am Kesselbach hatte. Zu seinem Gut in Olpe gehörten neben einigen Wirtschaftsgebäuden und Diensthäusern auch eine Kapelle, die nach mehreren Aus- und Anbauten auch heute noch als Dorfkirche genutzt wird. 
Bis zum 16. Jahrhundert lebte die Familie in Olpe, danach wechselten die Besitzer des Gutes mehrfach. 
Über 500 Jahre alt ist das Bauerngut Wiese im alten Ortskern, das bis heute im gleichen Familienbesitz ist. Wulfs Kotten ist ebenso über 500 Jahre alt, befand sich aber immer wieder im Besitz verschiedener Familien.
Im Jahr 1811, als das Sauerland zu Hessen gehörte, nahm die Großherzogliche Hofkammer eine Parzellierung des alten Ritterguts Olpe vor, weil bei ihr mehrere Meldungen zur erbzinsweisen Erwerbung zwecks Ansiedlung eingegangen waren. Bis zu dieser Zeit standen in Olpe nur elf Häuser.
Die Einwohnerzahlen waren gering und blieben es zunächst, da die Höfe ungeteilt dem ältesten Sohn übertragen wurden. Geschwister verließen das Dorf wegen fehlender Verdienstmöglichkeiten. 
Eine Änderung trat erst ein, als sich im 19. Jahrhundert Handwerker sowie Wald- und Sägewerksarbeiter im Dorf niederließen. Ein größerer Einwohnerzuwachs ist in der Zeit von 1906 bis 1910 zu verzeichnen, als die Bahnlinie von Freienohl nach Schmallenberg gebaut wurde. 
Olpe behielt auch nach den beiden Weltkriegen seinen dörflichen Charakter. Kriegsflüchtlinge gründeten Ende der 1950er Jahre die Siedlung Sankt-Georg-Straße am westlichen Ortseingang.
Am 1. Januar 1975 wurde Olpe im Zuge der kommunalen Neugliederung zu einem Ortsteil von Meschede.

## Religion
In dem Ort steht die St.-Agatha-Kapelle.

## Vereine
Schützenverein
Die Olper Schützenbruderschaft wurde 1920 im damaligen Gasthof Hütter (heute: Landhotel Hütter) gegründet. Schutzpatron des Vereins ist St. Georg. Jährlich am Pfingstwochenende feiert die Bruderschaft ihr traditionelles Schützenfest.
Sportverein
Der Olper Sportclub wurde 1911 gegründet. Der Club besteht aus den drei Abteilungen Fußball, Freizeit- und Breitensport, sowie Tennis. Einer der größten sportlichen Erfolge war der Aufstieg der Senioren-Fußballmannschaft in die Bezirksliga im Jahre 1999.
Gesangverein
Der Männergesangsverein Liederfreunde Olpe, gegründet 1946, besteht zurzeit aus ca. 25 Sängern. Am 29. März 2000 errang der Chor beim Zuccalmaglio-Festival in Borken den Titel Volkslied-Leistungschor.